# RabbitVCS
RabbitVCS é um visualizador gráfico de sistemas de controle de versão para Linux. Ele integra gerenciadores de arquivos para fornecer um menu de contexto relacionado ao repositório. O projeto foi originalmente chamado de NautilusSvn, mas devido a vontade de ampliar o suporte para o Nautilus e outros sistemas de controle de versão, foi renomeado para RabbitVCS (Version Control System).
A interface foi inspirada no TortoiseSVN, reconhecido pela integração no gerenciador de arquivos, da qual foi implementado no RabbitVCS, no Nautilus e Thunar. Ele permite também integrar dentro do Gedit e rodar por linha de comando.

## Git
Desde a versão 0.14 Beta 1, o Git também passou a ser suportado.

## Ligações Externa
- «Sítio oficial» (em inglês)
- «Repositório no Git do RabbitVCS» (em inglês)